# مانیهاری
مانیهاری (به انگلیسی: Manihari) یک منطقهٔ مسکونی در هند است که در بخش کتیهار واقع شده‌است. مانیهاری ۲۶٬۶۲۹ نفر جمعیت دارد و ۳۱ متر بالاتر از سطح دریا واقع شده‌است.